# Enrique Estevan y Vicente

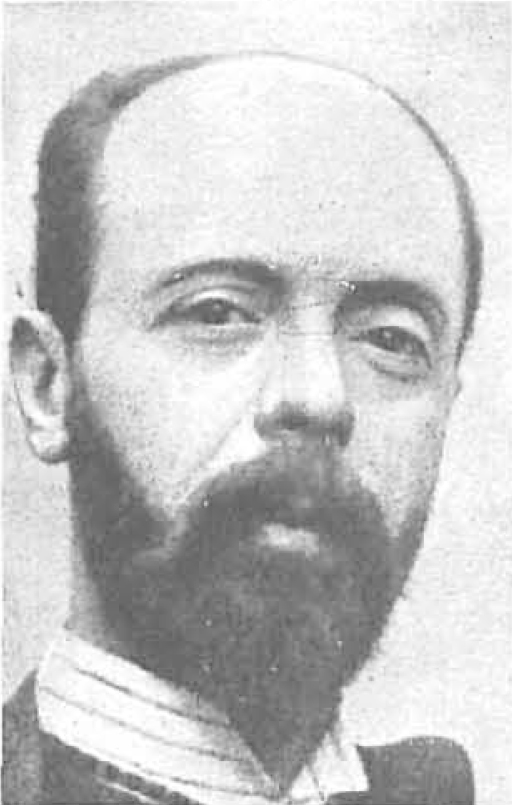
Retrato de Enrique Estevan

Enrique Estevan y Vicente (Salamanca, 1849-Madrid, 1927) fue un pintor e ilustrador español.

## Biografía y obra

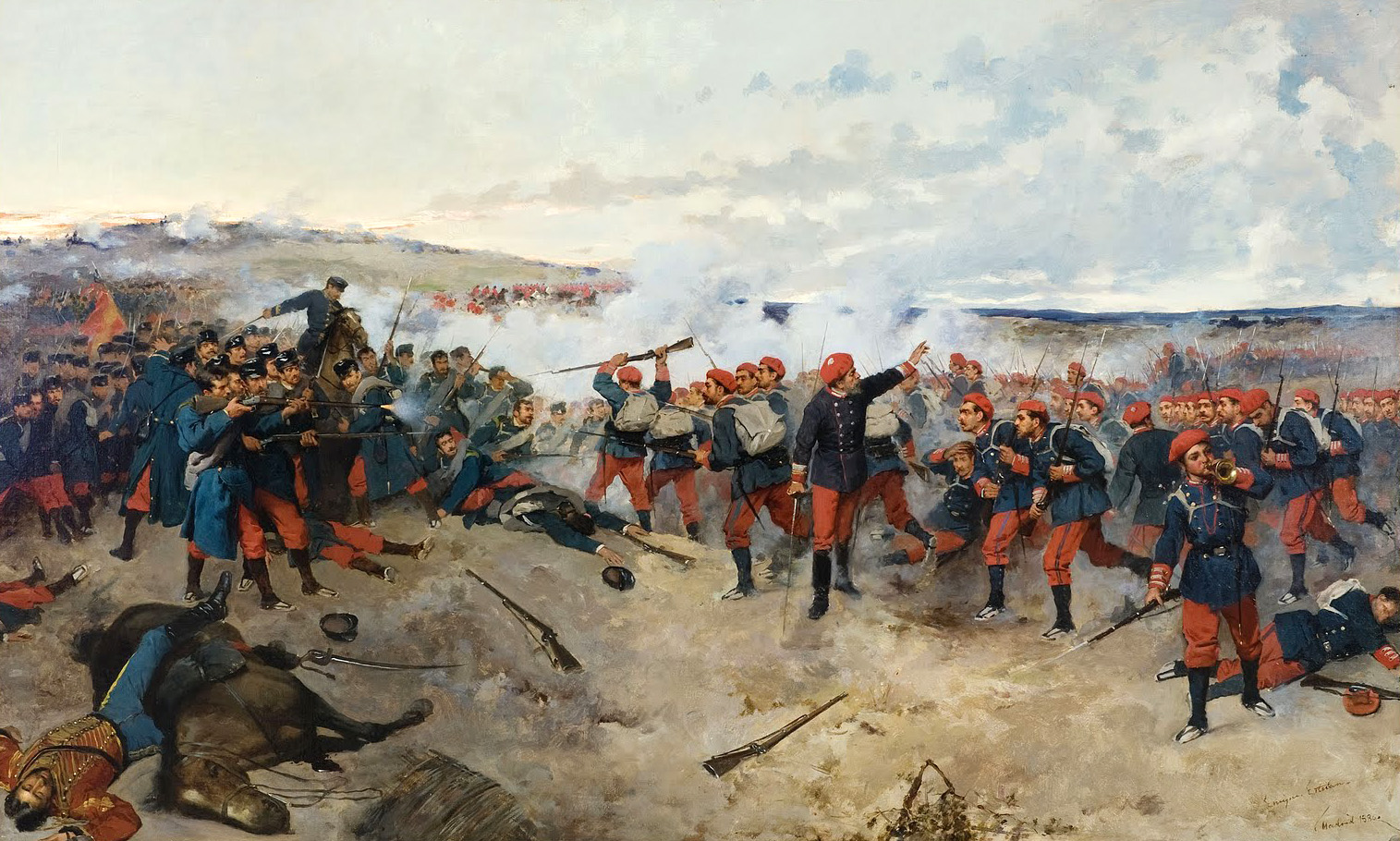
Carga de Lácar, 1886, óleo sobre lienzo, Estella, Museo del Carlismo.

Estudió en Madrid en la Escuela Superior de Bellas Artes de San Fernando, especializándose inicialmente en pintura costumbrista y, desde los diecisiete años, concurrió con asiduidad a las Exposiciones Nacionales de Bellas Artes así como a las del Círculo de Bellas Artes desde la primera de 1880, a la que se presentó con una vista del Campo Grande de Santurce. En la nacional de 1892 obtuvo tercera medalla por el óleo El primer balazo adquirido por el Estado para el Museo de Arte Moderno (Museo del Prado, en depósito en el Tribunal Superior de Justicia de Cataluña).

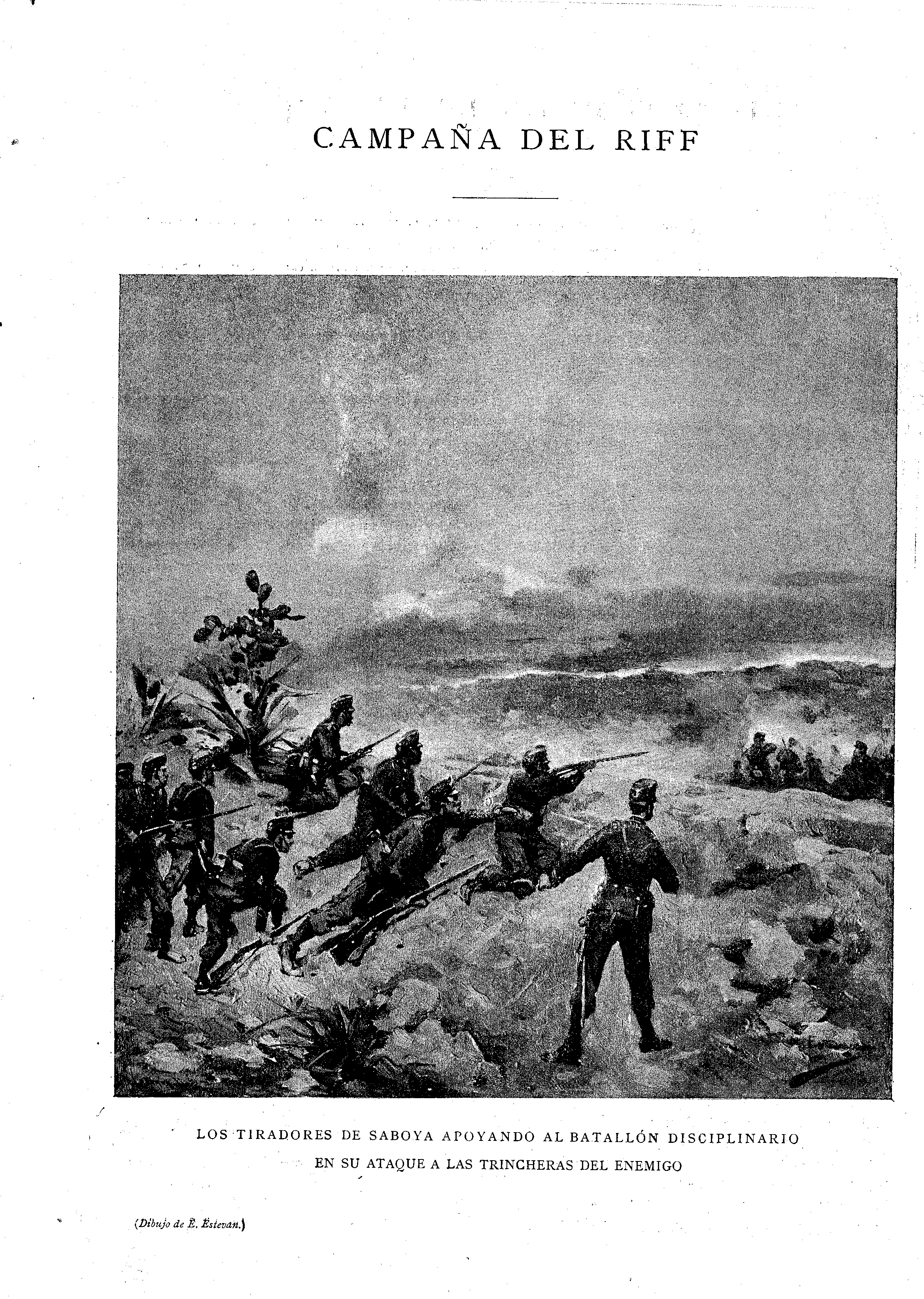
Campaña del Riff: Los tiradores de Saboya apoyando al batallón disciplinario en su ataque a las trincheras del enemigo. Dibujo de Enrique Estevan para La Gran Vía, revista semanal ilustrada, nº 23, Madrid, 3 de diciembre de 1893.

Simpatizante de la causa carlista, retrató al pretendiente Carlos de Borbón y Austria-Este (Estella, Museo del Carlismo) y por su encargo pintó La carga de Lácar y otras acciones bélicas de la tercera guerra carlista, género de historia militar en el que acabará especializándose. También retrató al rey Alfonso XII (copia con variantes del retrato de José Casado del Alisal conservado en el Palacio Real de Madrid), a quien dedicó el cuadro titulado El estudio de Goya, fotografiado por J. Laurent hacia 1875. Según la necrológica que le dedicó el diario ABC de Madrid el 28 de enero de 1927, durante el reinado de Alfonso XII ejerció como maestro de dibujo «de ilustres damas aristocráticas, entre ellas la duquesa de Morny».
Fue colaborador habitual de revistas ilustradas como la barcelonesa Álbum Salón, primera revista española coloreada en cuatricromía, y las madrileñas La Gran Vía y Blanco y Negro.